# Symmerista canicosta
Symmerista canicosta är en fjärilsart som beskrevs av John G. Franclemont 1946. Symmerista canicosta ingår i släktet Symmerista och familjen tandspinnare. Inga underarter finns listade i Catalogue of Life.

## Bildgalleri

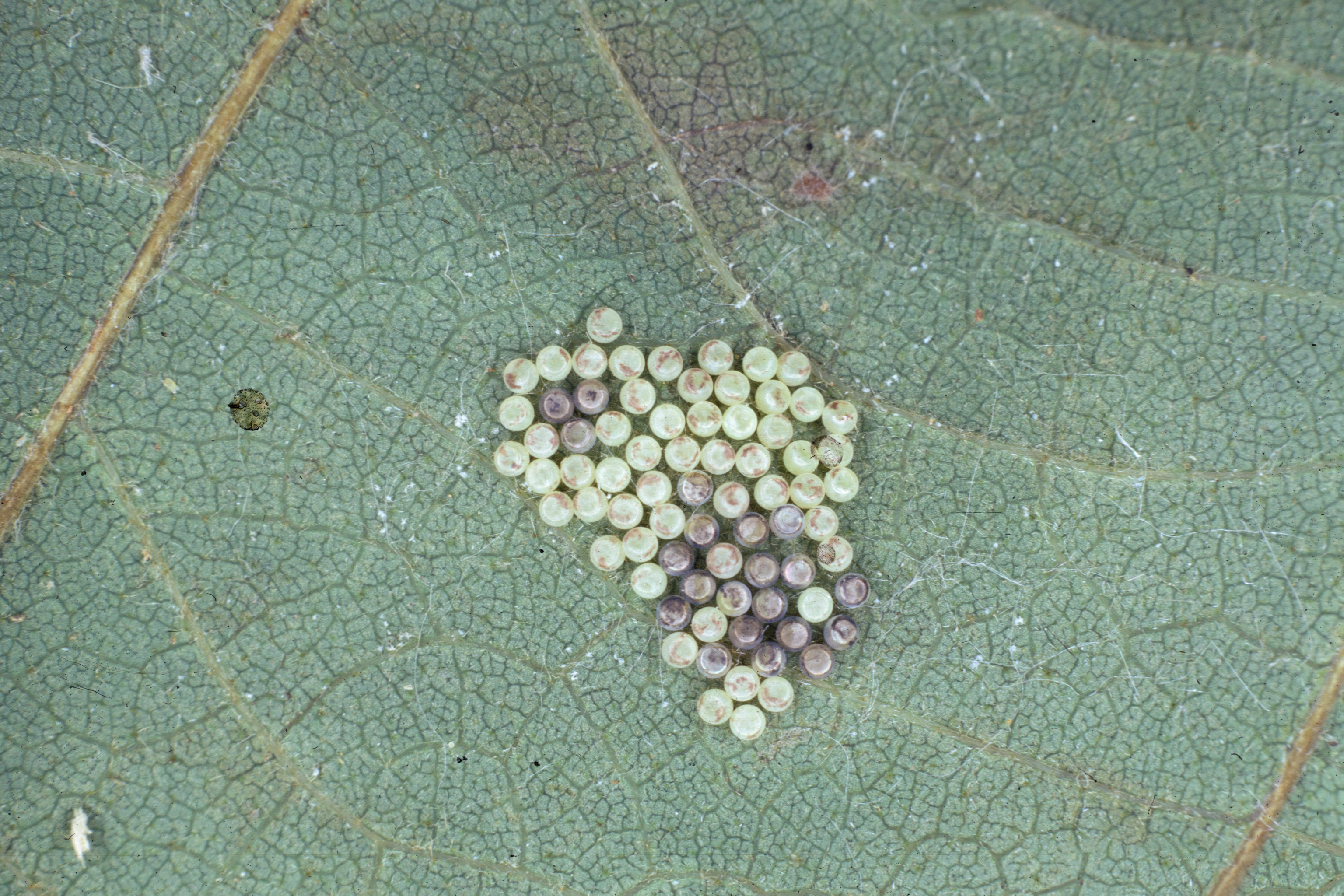
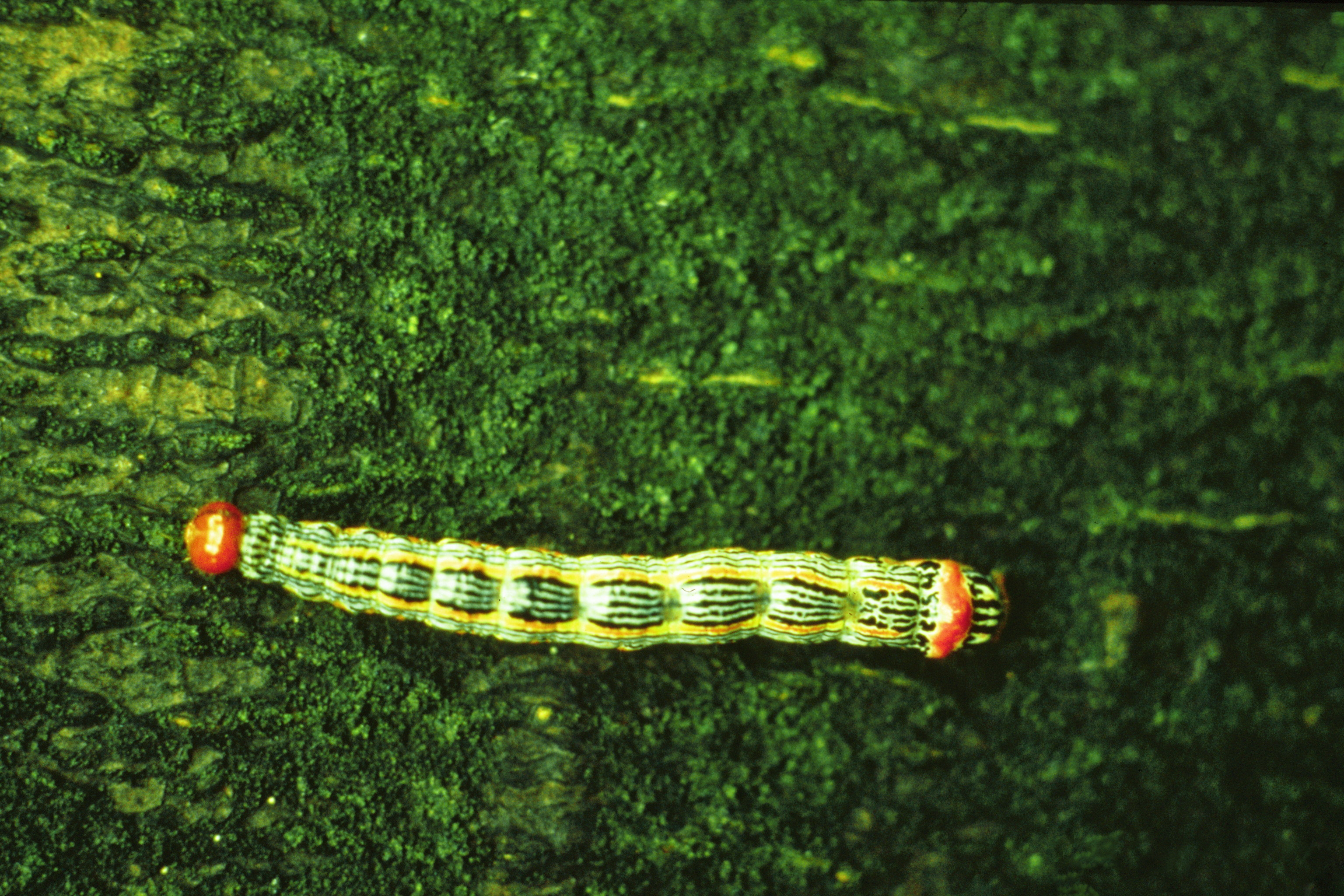